# Namanereis littoralis
Namanereis littoralis är en ringmaskart som först beskrevs av Grube 1871.  Namanereis littoralis ingår i släktet Namanereis och familjen Nereididae. Inga underarter finns listade i Catalogue of Life.